# Richard Sievers
Klas Richard Sievers, född 21 juni 1852 i Helsingfors, död där 9 november 1931, var en finländsk läkare och arkiater. 

## Biografi
Sievers tillhörde en stockholmsk, ursprungligen från Tyskland härstammande bagarsläkt. Han blev filosofie kandidat 1874 och medicine doktor 1886 på avhandlingen Om meningitis cerebrospinalis epidemica i Sverige, Norge och Finland. Han blev docent i inre medicin vid Helsingfors universitet 1888 och var från 1895 överläkare och chef för det då grundlagda Maria kommunala sjukhus samt hade föreslagits till e.o. professor, då han 1906 utnämndes till generaldirektör för Medicinalstyrelsen. 
Sievers hade förtjänsten av, att landet förskonades från den i Ryssland grasserande koleran (Huru Finland hindrat kolerans inträngande i landet åren 1908, 1909 och 1910, i "Finska läkaresällskapets handlingar", 1915). Under hans chefstid tog lasarettsväsendet i landet starkt uppsving, nya sjukhus uppfördes i Viborg, Tammerfors och Kajana, ett folksanatorium i södra Österbotten planlades, liksom en sinnessjukanstalt i Uleåborg. Han upptog frågan om nya universitetskliniker, vartill regeringen lämnade sitt bifall; endast den gemensamma ekonomibyggnaden blev emellertid uppförd. Som olämplig för det rådande systemet avskedades Sievers från ämbetet 1911. Han skötte universitetets medicinska poliklinik 1911–16 och fick 1924 professors titel. Han var den förnämste förkämpen för antituberkulosarbetet i Finland och grundlade 1903 landets första sanatorium, i Nummela, i vars styrelse han var ordförande. År 1907 stiftade han Föreningen för tuberkulosens bekämpande, vars verksamhet han som ordförande ledde. Han var från 1913 redaktör för "Finska läkaresällskapets handlingar" och utnämndes 1928 till arkiater.  
Sievers var far till Olof Sievers, svärfar till Hans Ruin och Henning Söderhjelm, morfar till Kai Söderhjelm och Olof Lagercrantz' hustru Martina, samt mormors far till skådespelerskan Marika Lagercrantz och författaren David Lagercrantz.